# Bella Agossou

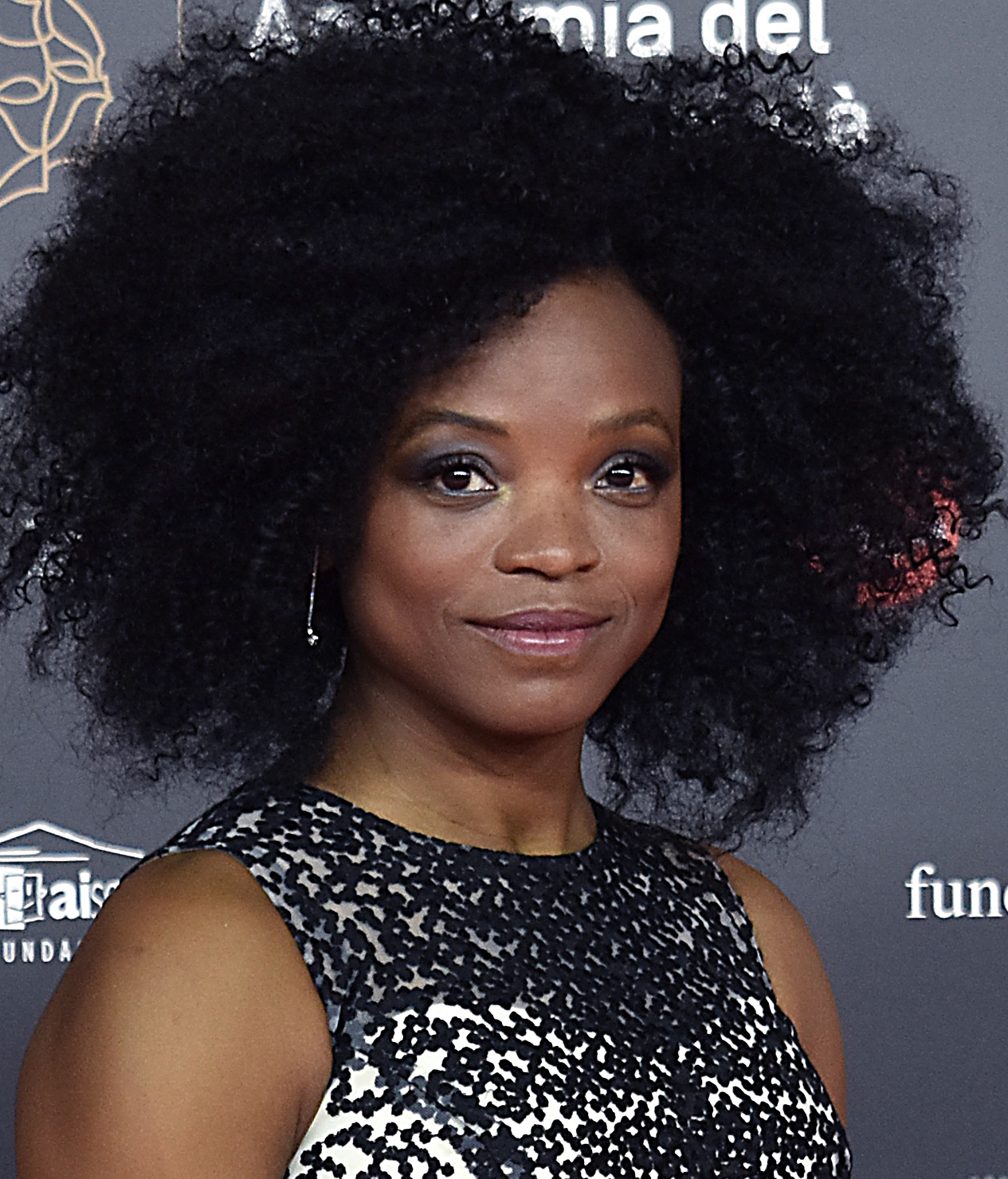
Bella Agossou (2021)

Bella Agossou (* 1981 in Savalou, Benin) ist eine beninische Schauspielerin.

## Werdegang
Agossou gehört eigenen Angaben zufolge zur Ethnie der Mahi. Sie gründete mit Freunden eine Theatergruppe namens La Compagnie Sonagnon, emigrierte aber 2002 aus ihrer westafrikanischen Heimat nach Spanien. In Barcelona lernte sie dann sowohl spanisch als auch katalanisch und absolvierte eine Schauspielausbildung. Spätestens seit 2010 ist sie Teil der spanischen Filmindustrie und drehte sowohl Fernsehserien als auch Filme, insgesamt bislang mehr als 20 Produktionen. Sofern die Werke eine Synchronisierung ins deutsche erfahren haben, hat sie laut der Deutschen Synchronkartei wechselnde Sprecher, darunter beispielsweise Maren Rainer, Melanie Isakowitz und Flavia Vinzens.
Ergänzend startete sie in der zweiten Hälfte der 2010er Jahre eine eigene Modelinie unter dem Label „NOK“.

## Filmografie (Auswahl)
- 2010: Alakrana (Miniserie, zwei Episoden)
- 2011: Catalunya über alles!
- 2012: Ich steh auf dich (Tengo ganas de ti)
- 2020: Little Birds – Stadt ohne Tabus (Little Birds, Fernsehserie, zwei Episoden)
- 2020: Adú
- 2020: Veneno (Fernsehserie, eine Folge)
- 2021: La Templanza (Fernsehserie)
- 2021: Die Insel der Zitronenblüten (Pan de limón con semillas de amapola)